# Vladimír Leitner
Vladimír Leitner, né le 28 juin 1974 à Žilina, était un footballeur international slovaque évoluant au poste de défenseur.

## Palmarès
- Avec Spartak Trnava :
  - Vainqueur de la Coupe de Slovaquie en 1998.
  - Vainqueur de la Supercoupe de Slovaquie en 1998.

- Avec FK Teplice :
  - Vainqueur de la Coupe de Tchéquie en 2003.

- Avec Dukla Banská Bystrica :
  - Vainqueur de la Coupe de Slovaquie en 2005.

- Avec MŠK Žilina :
  - Champion de Slovaquie en 2007, 2010 et 2012.
  - Vainqueur de la Coupe de Slovaquie en 2012.
  - Vainqueur de la Supercoupe de Slovaquie en 2007 et 2010.